# 张耀文 (1949年)
张耀文（1949年7月—2018年2月25日），男，安徽五河人，安徽师范大学中文系毕业，中华人民共和国地方政治人物。

## 生平
1970年9月加入中国共产党，曾任安徽农学院（现安徽农业大学）党委宣传部干事。1980年7月调入安徽省委组织部工作，历任省委组织部干部一处干事、巡视员、一级巡视员、副处长、处长，1996年5月至2001年4月任安徽省委组织部副部长，2001年4月至2003年2月任安徽省委组织部副部长、正厅级组织员，2003年2月至2008年2月任安徽省人事厅厅长、党组书记，安徽省编办主任，安徽省委组织部副部长。2008年2月起任安徽省人大常委会委员、人事代表选举委员会主任委员、人事代表选举工委主任、代表资格审查委员会副主任委员。2013年1月退休。是安徽省九届、十一届人大常委会委员。2018年2月25日，因病逝世，享年69岁。